# واسب-12b
كوكب واسب-12بي WASP-12b هو أحد الكواكب الواقعة خارج المجموعة الشمسية حول نجم WASP-12, وتم اكتشافة من قبل المشروع الدولي الزاوية الواسعة للبحث عن الكواكب (سوبر واسب), فتم اكتشافة يوم 18 من أبريل من عام 2008. وسبب قربة الشديد من نجمة من أن يكبر كتلتة عن كوكب المشتري ب83%, وقطرة ب39% عنه. ويدور الكوكب دورة كاملة حول نجمة WASP-12 أكثر من يوم بقليل، مع المقارنة بدورة الأرض حول الشمس, الذي يأخذ 365 يوم ليتمم دورته الكاملة. فبعده عن نجمة هو بمثابة 1/44 من بعد الأرض عن الشمس لكن مع الشذوذ المداري الذي يتمتع بة المشتري.
سبب قرب الكوكب الشديد لنجمة بأن يأخذ شكل بيضاوي، دون باقي الكواكب في مجموعتنا الشمسية. فجازبية نجمة يمتص أكثر من 10−7 من قطر المشتري. (حوالي 189 كوادريليون طن) في السنة. تجتمع كل هذة العوامل لتصبح درحة حرارة الكوكب 2,500 K (2,200 °C).
في 20 مايو من عام 2010, لقط مرصد هابل الفضائي الكوكب وهو قيد الاستحواذ من قبل نجمة. ويعتقد العلماء أن نوع الكوكب هو كوكب كربوني.
يقع الكوكب في مجموعة الأعنة المعروفة باسم Auriga باللاتينية، وهي تجمع شهير منذ زمن بعيد لعلماء الفلك ومكون من 6 شموس مركزها الفلكي إلى اليسار من مجموعة الصياد المعروفة أيضاً باسم الجبار، حيث يبدو نجمها الرئيس كابيللا واضحاً كأكبرها وأشدها لمعاناً لمن يراه بالعين المجردة وقت الصفاء السماوي على الأرض.
وثبت من دراسة الكوكب أنه أغنى الكواكب المكتشفة حتى الآن بالكربون، المعروف بأنه العنصر الذي يتحول إلى ألماس متى تعاملت معه حرارة عالية الدرجة، أي أنه بعكس الأرض المكون بعض جوها ومعظم قشرتها من الأوكسجين والسيليكون المتوافرين في الرمال وصخور النار، لذلك فالغرافيت والألماس الخام هما على ذلك الكوكب كما التراب والجبال والصخور تماماً على الأرض، بحسب ما يمكن استنتاجه من الدراسة.

## الكوكب الماسي

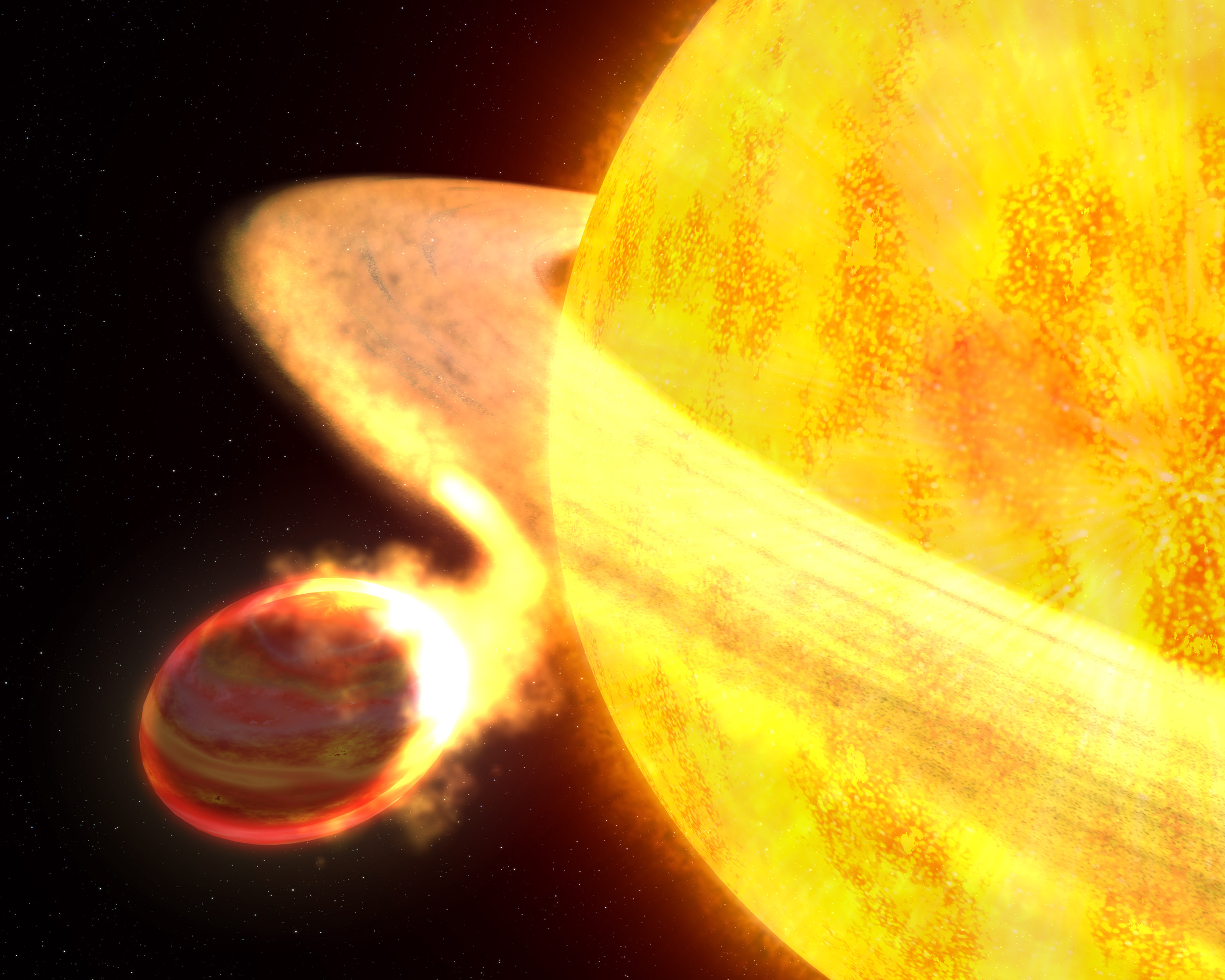
انطباع فني للنجم واسب-12 والكوكب واسب-12بي

وكان العلماء يتساءلون طوال نصف قرن عما إذا كان الألماس يمكن أن يتكوّن في ظروف غير طبيعية لنجم عندما يكون في مرحلة يسمونها "القزم الأبيض"، حيث يكون النجم بالغ الكثافة وثقيل جداً وفقد وقوده النووي مع استمرار فضلاته المتبقية من الكربون والأوكسجين بالاحتراق البطيء، ولكن من دون أي نار ولا لهب، وبحرارة تبلغ 12 ألف درجة.
وذكروا أيضاً أن الجاذبية الكبيرة لهذا القزم الأبيض تولد ضغطاً هائلاً على كتلتها فيتبلور معه الكربون في درجات الحرارة المرتفعة أيضاً بحيث يصبح كتلة ماسية عملاقة تساوي حجم الأرض بعشرات التريليونات من القراريط.

## معرض صور

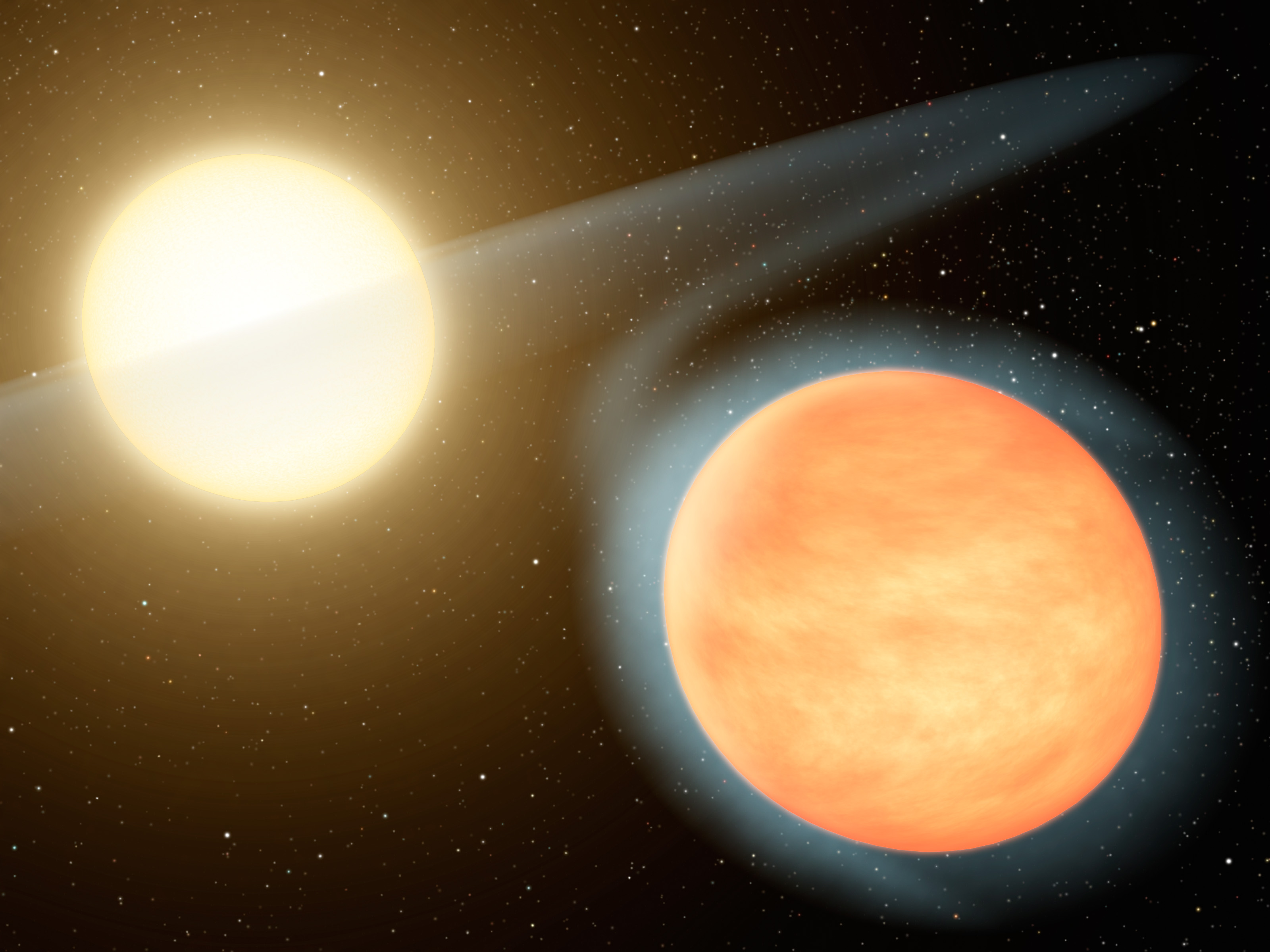
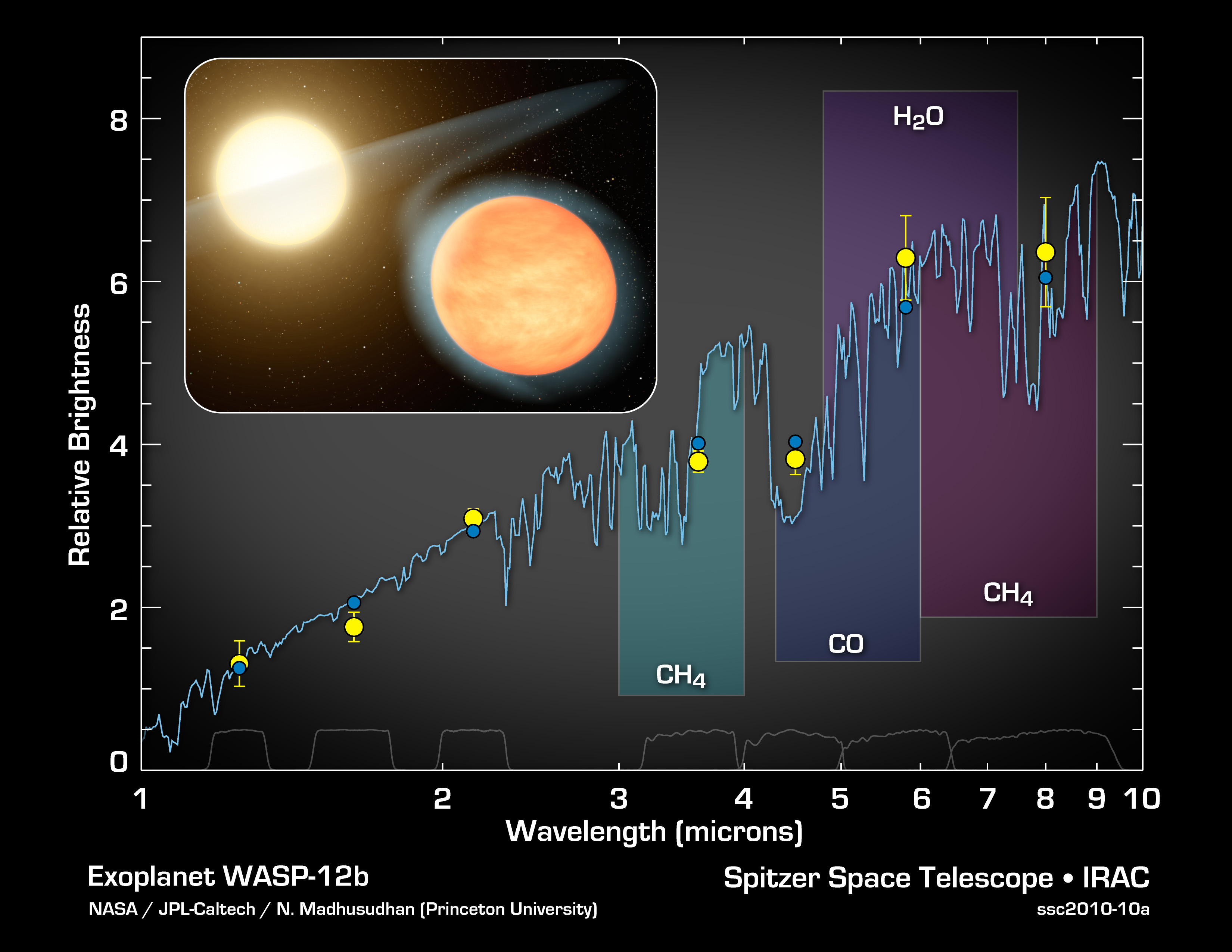
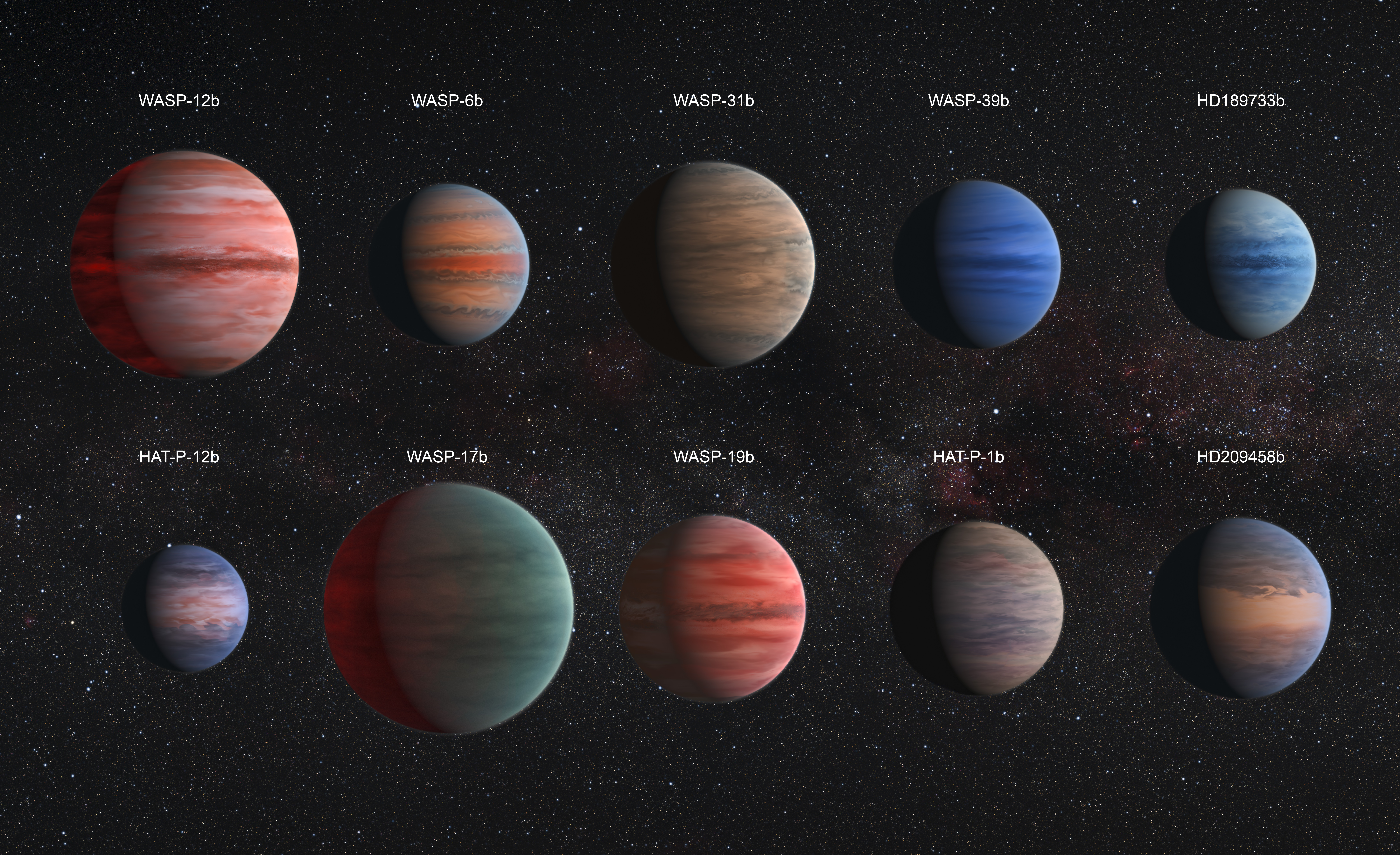

## مواقع خارجية
- SuperWASP Wide Angle Search for Planets: The Planets, برنامج البحث عن الكواكب واسع الزاوية.
- Star-hugging planet is hottest and fastest found, New Scientist.
- BBC News - Hubble spots a planet-eating star